# Clarence von Rosen (ryttare)
Clarence Carl Reinhold von Rosen, född 10 november 1903 i Julita, död 7 juli 1933 i Västerås (folkbokförd i Oscars församling i Stockholm), var en svensk greve och ryttare. Han var son till Clarence von Rosen och morbror till Maud von Rosen. Vid olympiska sommarspelen i Los Angeles 1932 blev han bronsmedaljör i såväl fälttävlan som banhoppning.  
Clarence von Rosen omkom i en flygolycka utanför Västerås under en flyguppvisning i flygplanstypen Sk 10, framförd av piloten löjtnant Herbert von Schinkel, som undkom oskadd genom att hoppa i fallskärm.